# Арухорчины
Арухорчины, северные хорчины (монг. Ар хорчин) — один из монгольских этносов, проживающих на территории Внутренней Монголии. Потомки средневековых хорчи-кешиктенов — стрельцов из личной гвардии великих ханов Монгольского государства.

## Этноним
Основой слова хорчин является хор (колчан), путем присоединения к нему аффикса -чин, указывающего на род деятельности, образовано название хорчин, которое означает человека, носившего на себе колчан, или же стрелка из лука. Ар хорчин в переводе с монгольского означает северные хорчины.
Также упоминаются как ар-хорчины, ара-хорчины.

## История
В 1203 году, когда была реорганизация кешиктенов, Чингисхан велел хорчинам и торгутам три ночи и три дня нести караульную службу по защите ханского двора и семьи, после чего им разрешали отдыхать три дня. В 1206 году с увеличением кешиктенов численность хорчинов увеличилась до 1000. Так, с начала XIII века в монгольском обществе появились так называемые хорчин (вооруженные бойцы), которые в мирное время занимались охраной ханских дворцов и ставок, а в военный период составляли ядро войск. Из них и сложилась со временем этническая группа хорчин. Поскольку группа хорчин составлялась за счет отбора людей крепкого телосложения из разных племен, среди них, естественно, были выходцы из самых различных родов. Однако, находясь вместе под единым управлением в течение длительного исторического периода, занимаясь одинаковой трудовой деятельностью, они постепенно образовали этническую группу хорчин.
Предки арухорчинов жили между рекой Аргунь и озером Хулун. В XV веке они откочевали на восток, за Большой Хинган, и расселились вдоль реки Нэньцзян; возглавил их потомок в 15-м поколении Джочи-Хасара. Позже часть хорчинов откочевала на территорию современного хошуна Ар-Хорчин-Ци, и стала известна как «ар-хорчины» («ар» в переводе с монгольского означает «севернее», имеется в виду, что они стали кочевать севернее гор).
Когда в первой половине XVII века чахарские монголы покорились маньчжурам, то последние ввели среди монголов свою восьмизнамённая систему, и местные монголы были объединены в два «знамени» (по-монгольски — хошуна), которые вскоре были объединены в один хошун — Ар-Хорчин.
После образования Китайской республики хошун вошёл в состав провинции Жэхэ. В 1933 году провинция была захвачена японцами, которые передали её марионеточному государству Маньчжоу-го. В 1942 году власти Маньчжоу-го перевели эти земли в состав провинции Хинган.
После Второй мировой войны эти места стали ареной противоборства КПК и гоминьдана, а в 1949 году хошун вошёл в состав аймака Джу-Уд (昭乌达盟) Автономного района Внутренняя Монголия. В 1969 году он вместе с аймаком перешёл в состав провинции Ляонин, в 1979 году возвращён в состав Внутренней Монголии. В 1983 году аймак был преобразован в городской округ Чифэн.

## Расселение
В настоящее время арухорчины проживают на территории хошуна Ар-Хорчин-Ци городского округа Чифэн Внутренней Монголии. В состав арухорчинов Внутренней Монголии входит род шира туругуд.